# Mus terricolor
Mus terricolor is een knaagdier uit het geslacht Mus dat voorkomt in India, Nepal, Bangladesh, Pakistan en Noord-Sumatra. Op de laatste locatie is deze soort waarschijnlijk geïntroduceerd. Deze soort wordt vaak Mus dunni genoemd, maar Mus terricolor is een oudere naam. Deze soort is nauw verwant aan Mus booduga en wordt daar soms mee verward.
Bij deze soort is de onderkant grijs en de bovenvoortanden zijn vrij recht. De kop-romplengte bedraagt 57 tot 70 mm, de staartlengte 54 tot 67 mm, de achtervoetlengte 14 tot 16 mm, de schedellengte 17 tot 20 mm en het gewicht zo'n 11 gram. Vrouwtjes hebben 3+2=10 mammae.